# Jelena Kostanić Tošić
Jelena Kostanić Tošić (* 6. Juli 1981 in Split, SFR Jugoslawien als Jelena Kostanić) ist eine ehemalige kroatische Tennisspielerin.

## Karriere
Kostanić Tošić begann mit sieben Jahren mit Tennisspielen. Sie erreichte 1999 im Einzel die Top 100, im Jahr 2004 stand sie unter den Top 50. Am 8. Juli 2006 heiratete sie den kroatischen Tischtennisspieler Roko Tošić, bis dahin hatte sie unter ihrem Mädchennamen gespielt.
Ihre größten Erfolge waren die Drittrundenteilnahmen bei den Australian Open in den Jahren 2000, 2006 und 2007 sowie bei den US Open im Jahr 2004. Zudem gelangen ihr drei Finalteilnahmen bei WTA-Turnieren, 2003 in Espoo sowie 2006 in Pattaya und Bangalore.
Im Doppel stand sie im Oktober 2004 in den Top 30. Sie gewann insgesamt acht WTA-Titel, die beiden letzten im Jahr 2006 bei den Japan Open in Tokio und beim Turnier in Bangkok innerhalb von zwei Wochen.
Von 1998 bis 2010 trat sie für Kroatien im Fed Cup an. Ihre Bilanz weist 12 Siege bei 13 Niederlagen im Einzel sowie jeweils sieben Siege und Niederlagen im Doppel auf.
Kostanić Tošić nahm 2004 an den Olympischen Spielen in Athen teil. Im Einzel scheiterte sie in der ersten Runde, im Doppel erreichte sie mit ihrer Landsfrau Karolina Šprem das Achtelfinale.
Im Jahr 2010 beendete sie ihre Karriere als Tennisprofi.

## Turniersiege

### Doppel
| Nr. | Datum             | Turnier      | Kategorie    | Belag     | Partnerin            | Finalgegnerin                           | Ergebnis       |
| --- | ----------------- | ------------ | ------------ | --------- | -------------------- | --------------------------------------- | -------------- |
| 1.  | 2. Mai 1999       | Bol          | WTA Tier III | Sand      | Michaela Paštiková   | Meghann Shaughnessy Andreea Ehritt-Vanc | 7:5, 6:71, 6:2 |
| 2.  | 14. November 1999 | Kuala Lumpur | WTA Tier III | Hartplatz | Tina Pisnik          | Rika Hiraki Yuka Yoshida                | 3:6, 6:2, 6:4  |
| 3.  | 12. Mai 2002      | Warschau     | WTA Tier III | Sand      | Henrieta Nagyová     | Jewgenija Kulikowskaja Silvija Talaja   | 6:1, 6:1       |
| 4.  | 26. Mai 2002      | Straßburg    | WTA Tier III | Sand      | Jennifer Hopkins     | Caroline Dhenin Maja Matevžič           | 0:6, 6:4, 6:4  |
| 5.  | 10. Januar 2004   | Auckland     | WTA Tier IV  | Hartplatz | Mervana Jugić-Salkić | Virginia Ruano Pascual Paola Suárez     | 7:66, 3:6, 6:1 |
| 6.  | 17. Januar 2004   | Canberra     | WTA Tier V   | Hartplatz | Claudine Schaul      | Caroline Dhenin Lisa McShea             | 6:4, 7.63      |
| 7.  | 8. Oktober 2006   | Tokio        | WTA Tier III | Hartplatz | Vania King           | Chan Yung-jan Chuang Chia-jung          | 7:62, 5:7, 6:2 |
| 8.  | 15. Oktober 2006  | Bangkok      | WTA Tier III | Hartplatz | Vania King           | Mariana Diaz-Oliva Natalie Grandin      | 7:5, 2:6, 7:5  |

## Persönliches
Am 8. Juli 2006 heiratete sie Roko Tošić.